# Елда
Елда (шп. Elda) град је у Шпанији у аутономној заједници Валенсија у покрајини Аликанте. Према процени из 2008. у граду је живело 55.174 становника.

## Становништво
Према процени, у граду је 2008. живело 55.174 становника.
| 1991.  | 2001.  |
| ------ | ------ |
| 54.350 | 51.593 |

## Партнерски градови
- Ново Амбурго
- Сан Луис
- Arnedo